# روبرت كيز
روبرت كيز (بالإنجليزية: Robert Keyes)‏‏ كان عضوًا في مجموعةِ الكاثوليك الإنجليزية الإقليمية التي خَططت لمؤامرة البارود الفاشلة عام 1605.